# Senador Rui Palmeira
Senador Rui Palmeira är en kommun i Brasilien.   Den ligger i delstaten Alagoas, i den östra delen av landet, 1 300 km nordost om huvudstaden Brasília. Antalet invånare är 13 047. Arean är 360 kvadratkilometer.
Terrängen i Senador Rui Palmeira är platt åt nordväst, men åt sydost är den kuperad.
Omgivningarna runt Senador Rui Palmeira är huvudsakligen savann. Runt Senador Rui Palmeira är det ganska glesbefolkat, med 38 invånare per kvadratkilometer.